# Saint-Sébastien (Creuse)
Saint-Sébastien è un comune francese di 713 abitanti situato nel dipartimento della Creuse nella regione della Nuova Aquitania.

## Società

### Evoluzione demografica
Abitanti censiti